# Sture Werner
Sten Sture Tobias Werner, född 11 december 1908 i Forserums församling, Jönköpings län, död 24 februari 1989 i Skärholmens församling, Stockholm
, var en svensk geofysiker.

## Karriär
Sture Werner var chefsgeofysiker vid Sveriges Geogogiska Undersökning (SGU) under åren 1936–74. Vid Stockholms universitet var han hedersdoktor och år 1973 fick han professors namn av regeringen. Efter pensioneringen fortsatte han att arbeta med uppdrag för SGU.
Redan under sina studier vid Uppsala universitet med en filosofie kandidatexamen 1935 kom Sture Werner in på magnetismens område. Han blev välkänd för sina undersökningar av järnmalmers magnetiska egenskaper och deltog under åren 1929–34 i den jordmagnetiska uppmätningen av det svenska fastlandet.
Efter avslutade universitetsstudier fick han år 1936 fast anställning som geofysiker vid SGU, där han ansvarade för den geofysiska malmletningen. En Slingram uppfanns vintern 1936 av Sture Werner och ingenjören Alfred Holm (1912–86) och är den i världen mest använda metoden vid elektromagnetisk prospektering. En gedigen fältorganisation för Skelleftefältet med djupprospektering ledde till att flera viktiga fynd gjordes - exempelvis i Adakområdet med Rudtjebäckenmalmen och i Kristinebergsområdet. Från området Rävlidmyran finns den efter Sture Werner uppkallade kopparmalmen — Sturemalmen. Malmen i Rävlidmyran omfattade två stråk varav det norra var det största.

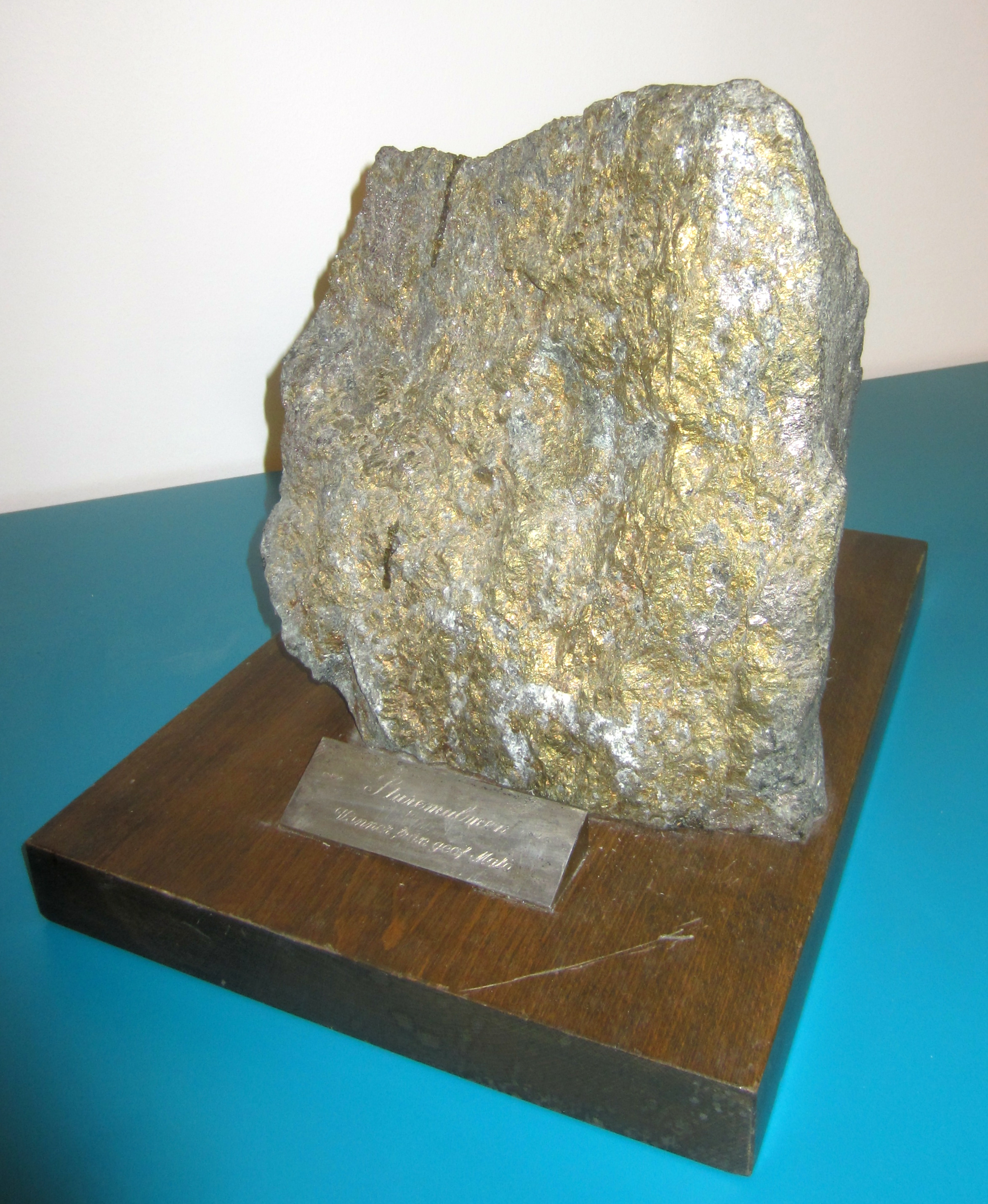
"Sturemalmen", kopparhaltig bergart från området Rävlidmyran i Skelleftefältet. Den är uppkallad efter Sture Werner.

Sture Werners utveckling av metoder inom det magnetiska vetenskapsområdet gjorde SGU till en internationell spjutspets inom området. Detta gäller särskilt Werners metoder för tolkning och ökad förståelse av magnetiska kartor, som kom till sin rätt tack vare datorbaserad informationsteknologi. Han blev internationellt uppmärksammad för sin teori och metod - Werner  deconvolution - avseende tolkning av resultat från magnetiska mätningar.
År 1954 förordnades Sture Werner till speciallärare i geofysisk malmletning vid KTH. Parallellt med sitt arbete vid SGU förmedlade han under mer än 20 års tid sina kunskaper och erfarenheter till blivande bergsingenjörer och övriga personer verksamma inom den svenska gruvindustrin. För denna sin pedagogiska gärning blev Sture Werner mycket uppskattad.
Under den stora inventeringen av järnmalm i Sverige under 1960-talet påbörjades under hans ledning SGU:s verksamhet med flygmätning. Denna var en mycket detaljerad uppmätning av det svenska fastlandets magnetiska, elektriska och radioaktiva egenskaper.
Sture Werner invaldes år 1971 som ledamot 579 av Kungliga Ingenjörsvetenskapsakademien - Avdelning V, Bergstekniska vetenskaper. Under tidsperioden 1973–74 var han president i ”The European Association of Exploration Geophysicists”.
Långt in på 1980-talet deltog Sture Werner aktivt i geovetenskapliga sammanhang. Framför allt gällde detta för det internordiska geosamarbetet på Nordkalotten, där han var initiativtagare till och under många år ledare för den geofysiska gruppen.

## Familj
Sture Werner var son till Johannes Tobias Werner, (1878–1930), som var folkskollärare i Forserum, och Wiktoria, född Karlsson, (1883–1972). Han var gift med Betty, född Nyman, (1907–48). De hade barnen Ulla (född 1938), Karin (1942–1986) och Brita (född 1944). I andra giftet var Werner från 1969 gift med Barbro, född Flood, (1926–90). Sture Werner är begravd vid Bromma kyrka tillsammans med sin första hustru Betty.
Släktens äldste stamfader på faderns sida var bonden Per Carlsson (1685–1759) från Hultsjö i nuvarande Sävsjö kommun. På moderns sida kom släkten från Malmbäck i nuvarande Nässjö kommun med förfäderna Sven Sigfridsson, född omkring 1606, och Karin Olofsdotter (1608–97).